# روبرت سيمبسون (عالم أرصاد)
روبرت سيمبسون (بالإنجليزية: Robert Simpson)‏ هو عالم أرصاد أمريكي، ولد في 19 نوفمبر 1912 في كوربوس كريستي في الولايات المتحدة، وتوفي في 18 ديسمبر 2014 في واشنطن العاصمة في الولايات المتحدة.